# SSD Sapri Calcio
SSD Sapri Calcio is een Italiaanse voetbalclub uit Sapri die speelt in de Serie D/I. De club werd opgericht in 1928 en de clubkleur is blauw.